# Nazaré (Tocantins)
Nazaré é um município brasileiro do estado do Tocantins. Localiza-se a uma latitude 06º22'18" sul e a uma longitude 47º34'50" oeste, estando a uma altitude de 240 metros. Sua população estimada em 2004 era de 5 594 habitantes.